# Polynema gracile
Polynema gracile är en stekelart som först beskrevs av Christian Gottfried Daniel Nees von Esenbeck 1834.  Polynema gracile ingår i släktet Polynema och familjen dvärgsteklar. Inga underarter finns listade i Catalogue of Life.